# Amadeo García
Amadeo García de Salazar Luco, appelé plus couramment Amadeo García Salazar ou  Amadeo García Luco (né le 31 mars 1886 à Vitoria-Gasteiz en Espagne et mort le 18 juillet 1947) était un médecin et entraîneur de football espagnol.

## Biographie
Il est le sélectionneur de l'équipe d'Espagne de football qui participe à sa première coupe du monde, en 1934.
Il prend ensuite les rênes du club espagnol du Deportivo Alavés entre 1932 et 1939.